# Osamu Suzuki
Osamu Suzuki (jap. 鈴木 藏, Suzuki Osamu; * 1. Dezember 1934 in Toki, in der Präfektur Gifu) ist ein japanischer Töpfer und Keramikkünstler. Er wurde 1994 als Lebender Nationalschatz für das Wichtige immaterielle Kulturgut „Keramikherstellung“ deklariert.
Die Region, aus der Osamu stammt ist bekannt für die Tradition und Herstellung von Mino-Keramik. Osamus Vater Michio Suzuki war eine Fachmann für Glasuren. Nachdem Osamu von seinem Vater die Grundlagen der Töpferei und Glasur erlernt hatte, wurde er u. a. von den Keramikmeistern Toyozō Arakawa (1894–1985) und Hajime Katō (1900–1968) in der Töpferkunst unterwiesen. Osamu befasst sich während seiner Ausbildung besonders mit der Shino-Keramik der Azuchi-Momoyama-Zeit.
1953 schloss er die technische Oberschule Tajimi (岐阜県立多治見工業高等学校) ab. 1959 trat er erstmals bei der Ausstellung „Moderner Japanischer Keramik“ (現代日本陶芸展, Gendai Nihon Dōgeiten) mit eigenen Werken in Erscheinung. 1962 wurde er mit dem Preis der Internationalen Kunstkeramikausstellung (International Ceramic Artworks Exhibitions) in Tschechien geehrt.
Für seine Shino-Keramiken und die Verwendung eines halb im Erdreich liegenden bzw. eines Sockel-Tunnelofens (半地下式穴窯) wurde Osamu Suzuki am 27. Juni 1994 zum Lebenden Nationalschatz ernannt. Osamu wurde vielfach ausgezeichnet. 1995 erhielt er die Ehrenmedaille am violetten Band, 2005 den Orden der Aufgehenden Sonne (Verdienstklasse Kommandeur). Seit 2000 ist er Vorsitzender der „Japanischen Gesellschaft für Kunsthandwerk“ (日本工芸会, Nihon Kōgeikai).